# Castillo de Ostrožac
El Castillo de Ostrožac (en bosnio: Ostrožac) es un castillo situado en Bosnia y Herzegovina, en el cantón de Una-Sana a las afueras de la ciudad de Cazin, cerca del pueblo de Ostrožac. El castillo data del siglo XVI, cuando los turcos otomanos establecieron la provincia otomana de Bosnia. Una segunda adición fue hecha al castillo entre 1900 y 1906 por un miembro no identificado de la familia Habsburgo.
La propiedad del castillo todavía se discute, pero los ciudadanos de Cazin y Ostrožac están autorizados a utilizar los terrenos del castillo para conciertos locales y entretenimiento.